# ゲウィセ
ゲウィセ（古英語: Ġewisse、Gewissæ、ゲウィサエとも、現在ではドイツ語発音では「ゲヴィス」発音例1）は、テムズ川上流区域に定住していた民族で、後にウェセックス王国を創設する基盤となった。「ゲウィセ」とは「信頼のおけるもの」という意味である。古英語ではウェセックス王は「GEVVISSÆ CYNING」となる。この表記はマーシア王ペンダによる支配を受けるまで続き、マーシア王国の支配から逃れたチェンワルホの復位以降は「西サクソン王(=VVESTSEAXNA CYNING)」の呼び名となる。
また「ゲウィス(Gewis)」という名前も系譜の中でウェセックス王族に見受けられるが、この王たちの祖先の名としてウォーデン、イエス、ノア、そしてアダムの名も挙げられている事から、これは系譜づけのために作り上げられた名前と思われる。また8世紀の歴史学者ベーダによると、ゲウィセの名を西サクソン王国、すなわち後のウェセックスとほぼ同じ意味で書いている。
推測としてありえる事として、アングロサクソン年代記の執筆者たちがドルチェスター・オン・テムズを中心とするテムズ川上流域の部族とハンプシャー南部の部族のそれぞれ異なる歴史伝承を合わせて作り上げたのだろうと考えられている。